# Dworzec Wrocław
Dworzec Wrocław – dworzec autobusowy we Wrocławiu, na osiedlu Huby, przy ulicy Suchej (na dawnych Polach Stawowych) na poziomie –2 centrum handlowo-rozrywkowo-biurowego Wroclavia (które sąsiaduje z dworcem kolejowym Wrocław Główny), otwarty 7 listopada 2017. Powierzchnia dworca wynosi ok. 7 tys. m². Jest to druga lokalizacja i trzeci budynek głównego dworca autobusowego w mieście od lat sześćdziesiątych XX wieku.

## Historia

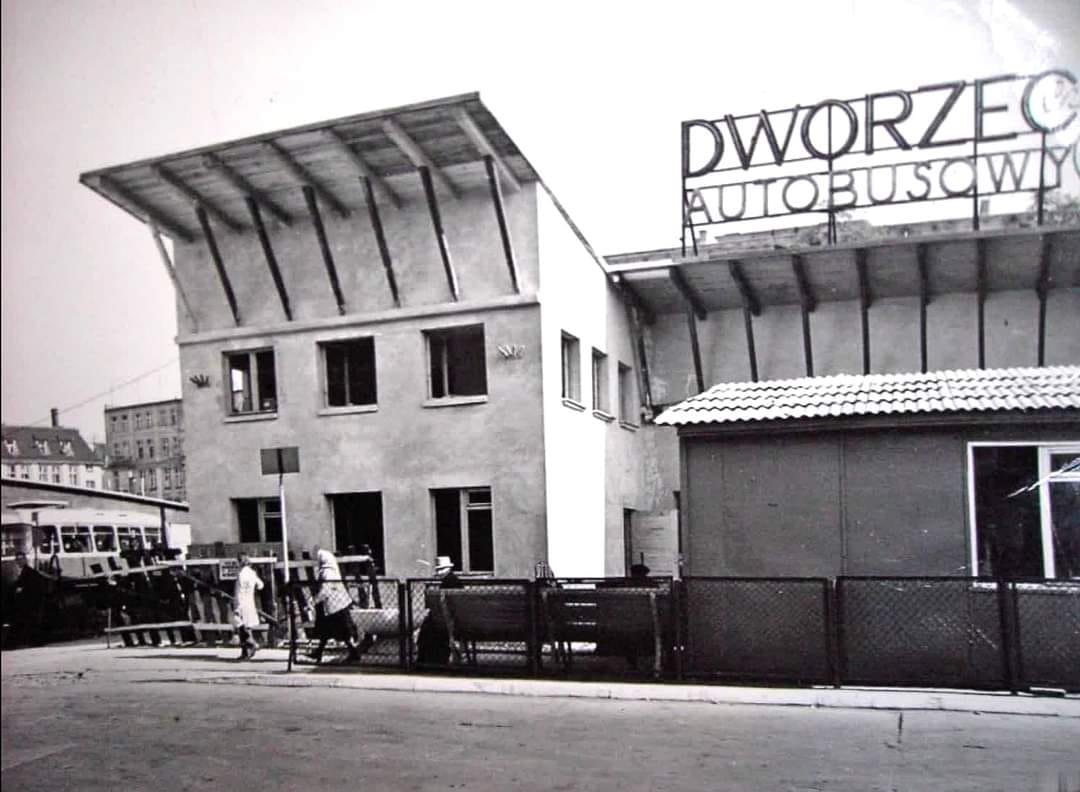
Stary dworzec PKS Wrocław do 1991

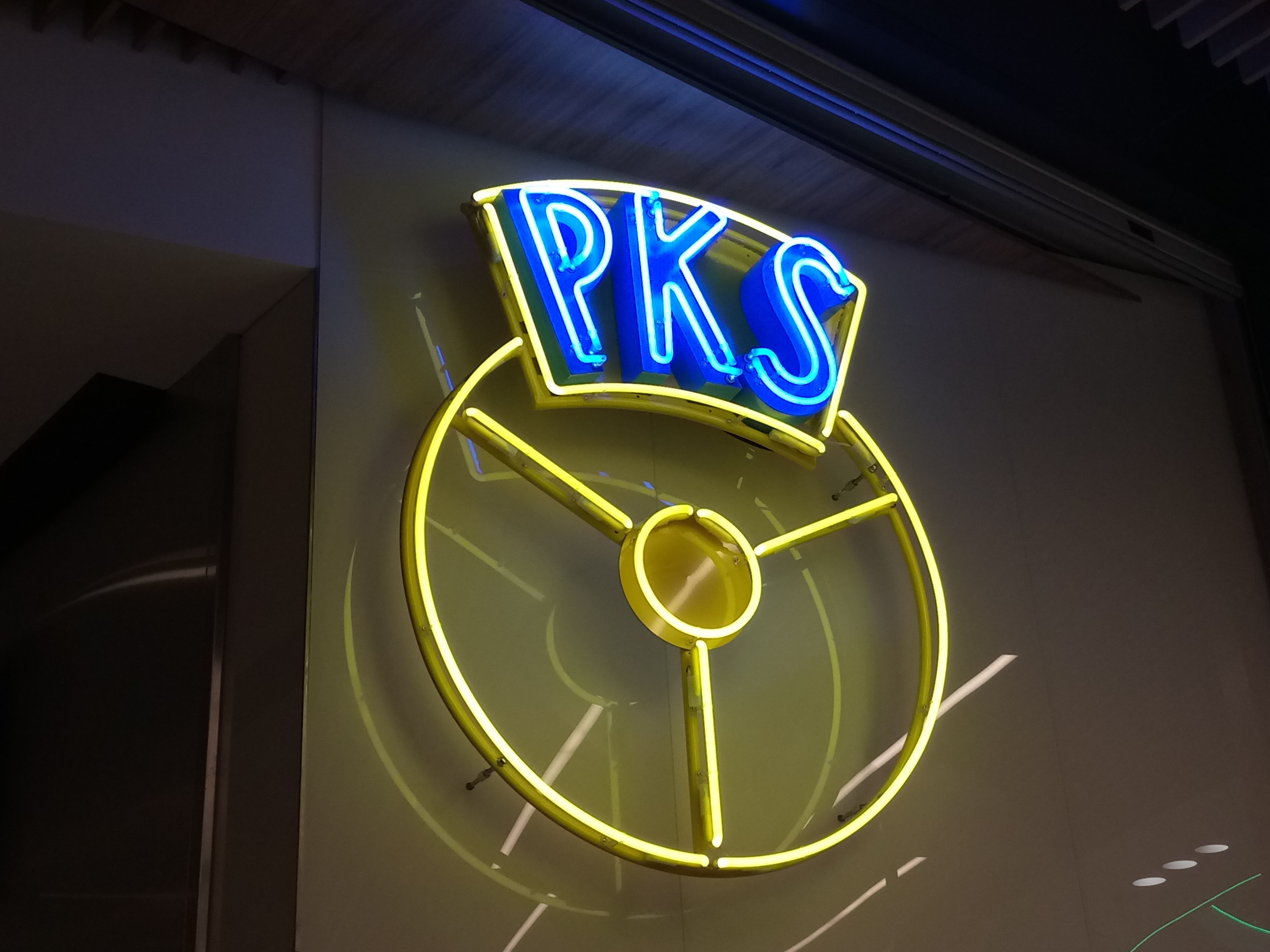
Neon dawnej Państwowej Komunikacji Samochodowej, znajdujący się historycznie na dworcu autobusowym we Wrocławiu, wyeksponowany przy przejściu z części handlowej galerii Wroclavia na współczesny dworzec

Do 1994 r. dworzec autobusowy znajdował się przy placu Konstytucji 3 Maja, w miejscu, gdzie obecnie stoi Silver Tower Center. Budowa nowego dworca rozpoczęła się w 1974, na południe od kolejowego dworca głównego, w miejscu parku zwanego nieoficjalnie Małpim Gajem. Nowy obiekt przy ulicy Suchej został oddany do użytku w r. 1994, a na starym miejscu po ośmiu latach rozpoczęto budowę biurowca. Na terenie dworca przy ul. Suchej wybudowano centrum handlowe Wroclavia; w tym czasie dworzec przeniesiono do tymczasowego budynku przy ul. Joannitów. W 2014 r. wyburzono dworzec przy ulicy Suchej i rozpoczęto budowę galerii handlowej, przenosząc równocześnie dworzec autobusowy na tymczasowe miejsce w okolicy, na podwórze Dyrekcji Kolei przy ulicy Joannitów. Galerię handlową oddano do użytku w październiku 2017 r., a nowy dworzec kilkanaście dni później.

## Dworzec
Dworzec usytuowany jest w pobliżu stacji kolejowej Wrocław Główny, w odległości około 3 minut (pieszo) od peronów. Obiekt znajduje się na podziemnym poziomie -2 galerii handlowej. Dostęp do dworca możliwy jest zarówno bezpośrednio z galerii, jak i od ulicy Dyrekcyjnej. Dworzec wyposażony jest w trzy kasy biletowe krajowe, kasę międzynarodową, poczekalnię, toalety i automatyczny bufet. Część funkcji dworca pełni galeria handlowa. Autobusy obsługiwane są na czternastu stanowiskach, w tym trzech przyjazdowych. Stanowiska oznaczono różnymi kolorami i wyposażono w system elektronicznej informacji. Wyjazd i wjazd na dworzec zlokalizowany jest od ulicy Dyrekcyjnej. Operatorem dworca jest spółka Polbus-PKS. Dworzec przystosowany jest do potrzeb osób niepełnosprawnych.
Dworzec autobusowy ma docelowo obsługiwać do 5,4 miliona pasażerów rocznie. W roku 2017 liczba kursów obsługiwanych przez wrocławski dworzec autobusowy wynosiła 5300 miesięcznie; obecny dworzec jest w stanie obsłużyć do 1000 kursów na dobę. Koszt korzystania z dworca dla przewoźników to 13 zł za jednorazowy wjazd autobusu.